# Кохер (річка)
Ко́хер (нім. Kocher) — річка в Німеччині, протікає по землі Баден-Вюртемберг, річковий номер 2386. Площа басейну річки становить 1932 км². Загальна довжина 182 км.  Висота гирла 148 м. 
Річкова система річки — Неккар→Рейн.